# Eidguenots
Eidguenots – stronnictwo w szesnastowiecznej Genewie obejmujące zwolenników reformacji, ścisłego związku Genewy z Bernem i innymi protestanckimi kantonami, przeciwstawiające się zarazem władzy księcia Sabaudii Karola III nad miastem.
Słowo Eidguenots wywodzi się ze szwajcarskiej odmiany języka niemieckiego i w dosłownym sensie oznacza "skonfederowanych". Wyraz ten mógł stać się etymologiczna podstawą powstania słowa "hugenoci", określającego francuskich protestantów.